# 웨스턴 매케니
웨스턴 제임스 얼 매케니 (Weston James Earl McKennie, 1998년 8월 28일 ~ )는 미국의 축구 선수로 현재 이탈리아 세리에 A의 유벤투스 FC에서 미드필더로 활동 중이며 미국 축구 국가대표팀에서도 주축 미드필더로 활약하고 있다.

## 수상

### 클럽
샬케 04
- 독일 분데스리가 : 준우승 (2017-18)

 유벤투스 FC
- 코파 이탈리아 : 우승 (2020-21)
- 이탈리아 슈퍼컵 : 우승 (2020)

### 국가대표팀
미국
- CONCACAF 골드컵 : 준우승 (2019)
- CONCACAF 네이션스리그 : 우승 (2021)

### 개인
- 올해의 미국 축구 선수 : 2020
- CONCACAF 네이션스리그 베스트 11 : 2021